# 雷明頓鯨
雷明頓鯨（Remingtonocetus）是已滅絕的早期鯨魚。其下有已知兩個物種，都是生存在4500-4350萬年前的始新世中期，分別是來自印度及巴基斯坦的R. harudiensis及巴基斯坦的R. domandaensis。

## 外部連結
- Remingtonocetus （页面存档备份，存于） in the Paleobiology Database